# Uromyrtus artensis
Uromyrtus artensis är en myrtenväxtart som först beskrevs av Xavier Montrouzier, och fick sitt nu gällande namn av Karl Ewald Maximilian Burret. Uromyrtus artensis ingår i släktet Uromyrtus och familjen myrtenväxter.
Artens utbredningsområde är Nya Kaledonien. Inga underarter finns listade i Catalogue of Life.